# Чуга (посёлок, Курганская область)
Чуга — посёлок в Катайском районе Курганской области России, обгонный пункт Южно-Уральской железной жороги.

## География
Посёлок Чуга расположен при одноимённом обгонном пункте Южно-Уральской железной жороги, приблизительно в 8-9 километрах на северо-запад от города Катайска по прямой. В полутора километрах северо-восточнее посёлка проходит местная автодорога Корюково — Катайск.

## История
Посёлок возник в 1913 году в связи со строительством железнодорожной станции. До 1917 года в составе Катайской волости Камышловского уезда Пермской губернии. По данным на 1926 год, железнодорожная станция Чуга состояла из шести хозяйств. В административном отношении входила в состав Корюковского сельсовета Катайского района Шадринского округа Уральской области.
В 2018 году Корюковский сельсовет был упразднён и посёлок Чуга вошёл в состав Ушаковского сельсовета. В 2022 году все сельсоветы Катайского района были упразднены.

## Население
| 1989 | 2002 | 2010 |
| ---- | ---- | ---- |
| 44   | ↘16  | ↘15  |

По данным Всесоюзной переписи населения 1926 года, на станции Чуга проживало 24 человека (13 мужчин и 11 женщин), все русские.